# Evolvulus nuttallianus
Evolvulus nuttallianus är en vindeväxtart som beskrevs av Roemer och Schultes. Evolvulus nuttallianus ingår i släktet Evolvulus och familjen vindeväxter. Inga underarter finns listade i Catalogue of Life.

## Bildgalleri

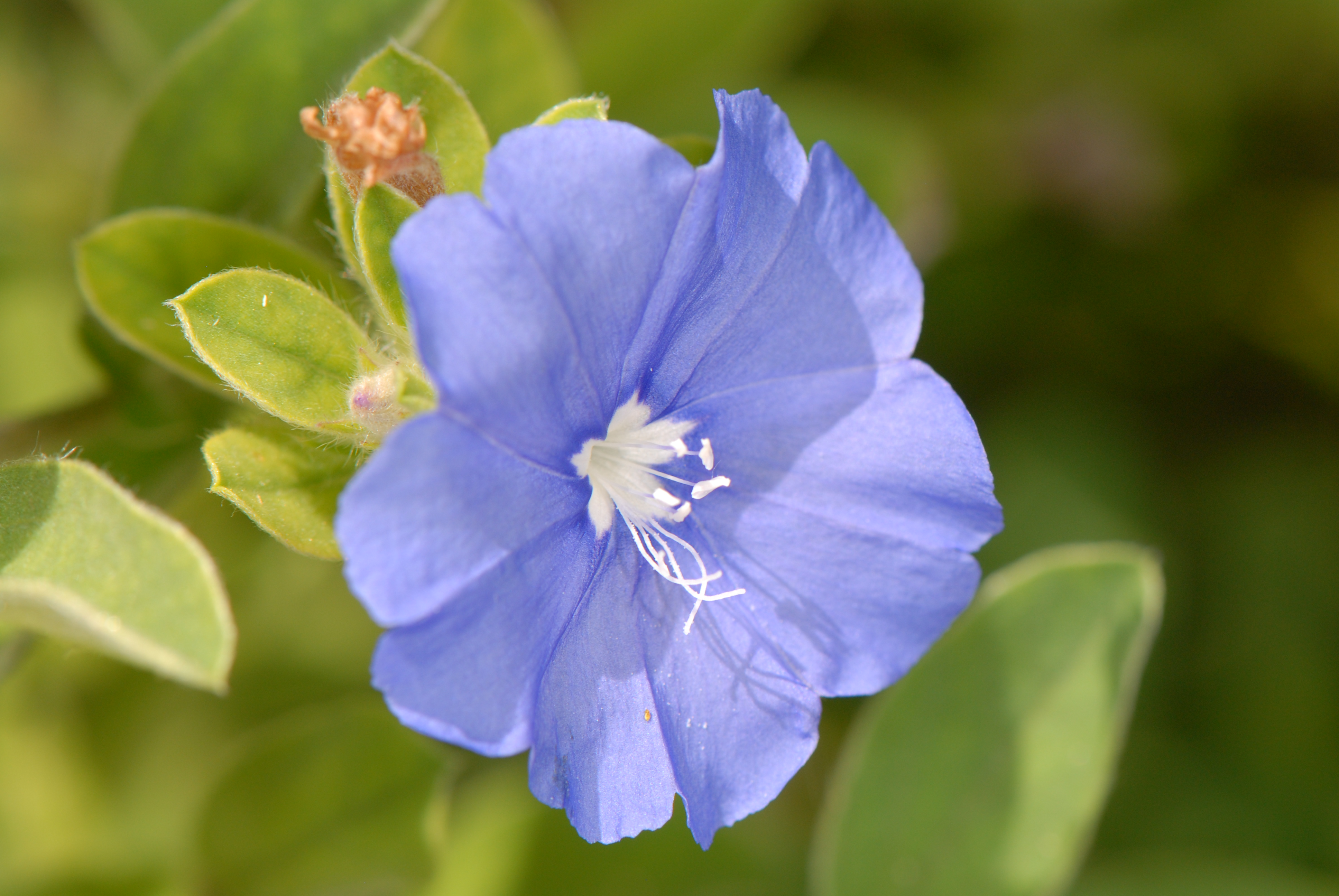
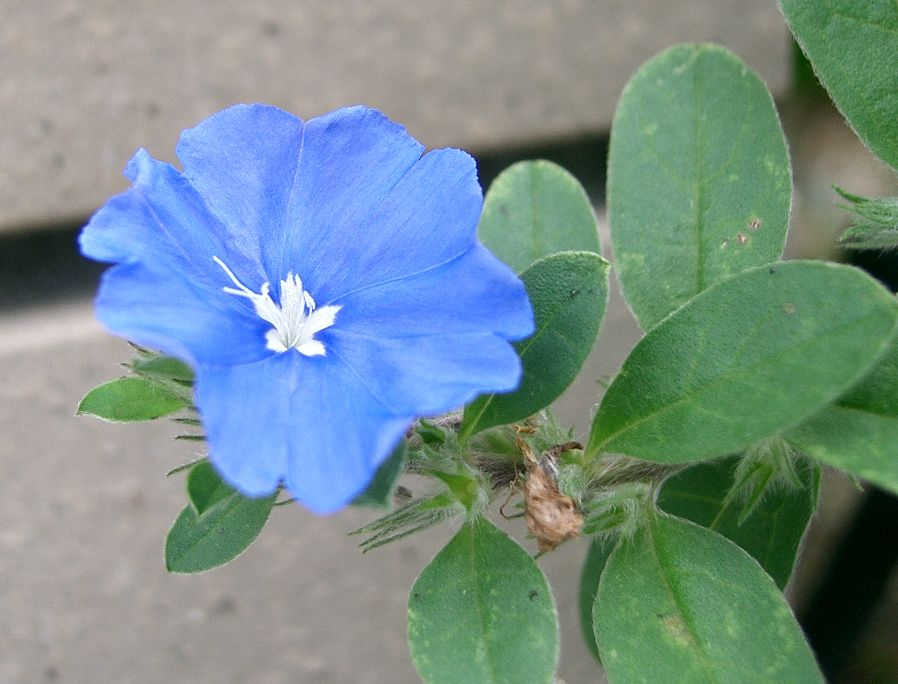
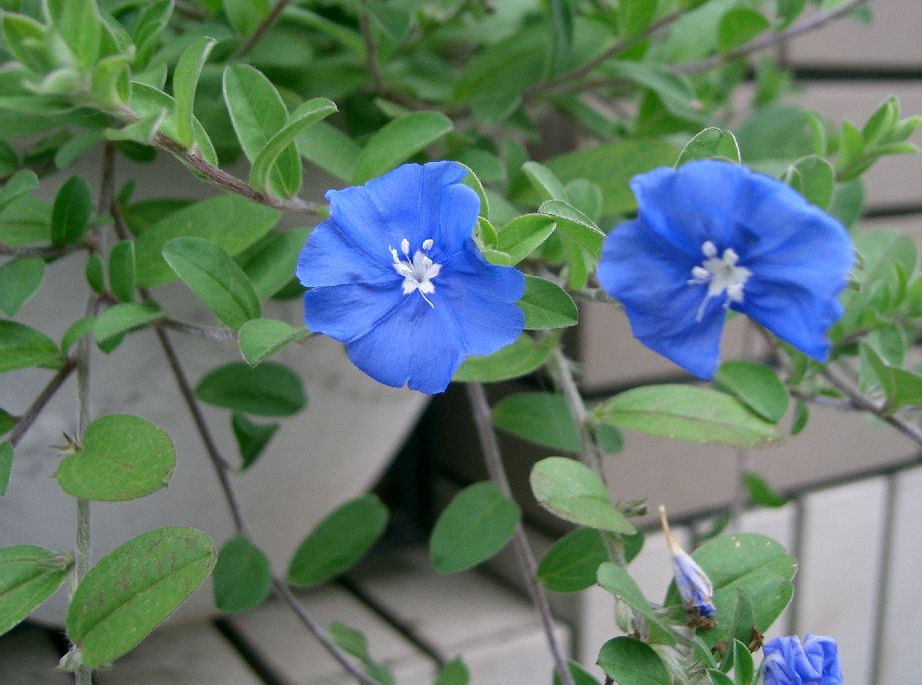